# Вики-марафон

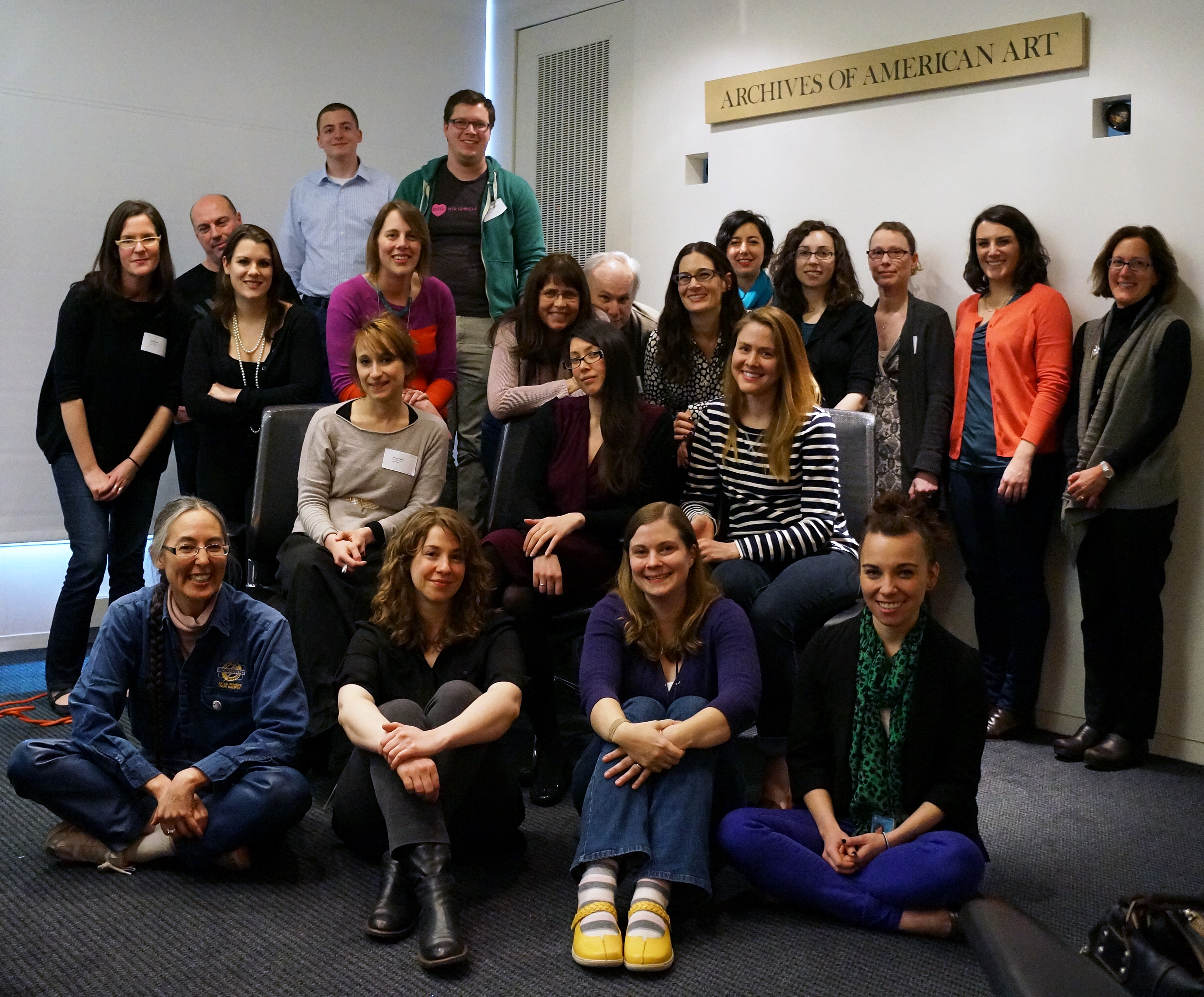
Участники вики-марафона «Женщина в искусстве» в 2013 году в Вашингтоне (США)

Вики-марафон (англ. Edit-a-thon, дословно рус. правкафон) — мероприятие, организуемое онлайн сообществом какого-либо проекта, в ходе которого участники совместно редактируют или улучшают проект. Зачастую в ходе таких мероприятий организуется мастер-класс для новичков по основным приёмам редактирования в вики. Среди проектов, в сообществах которых распространено проведение вики-марафонов: Википедия, OpenStreetMap и LocalWiki.
Англоязычное название «Edit-a-thon» или «Editathon» является сокращением от слов «edit» (рус. править) и «marathon» (рус. марафон).

## Разновидности

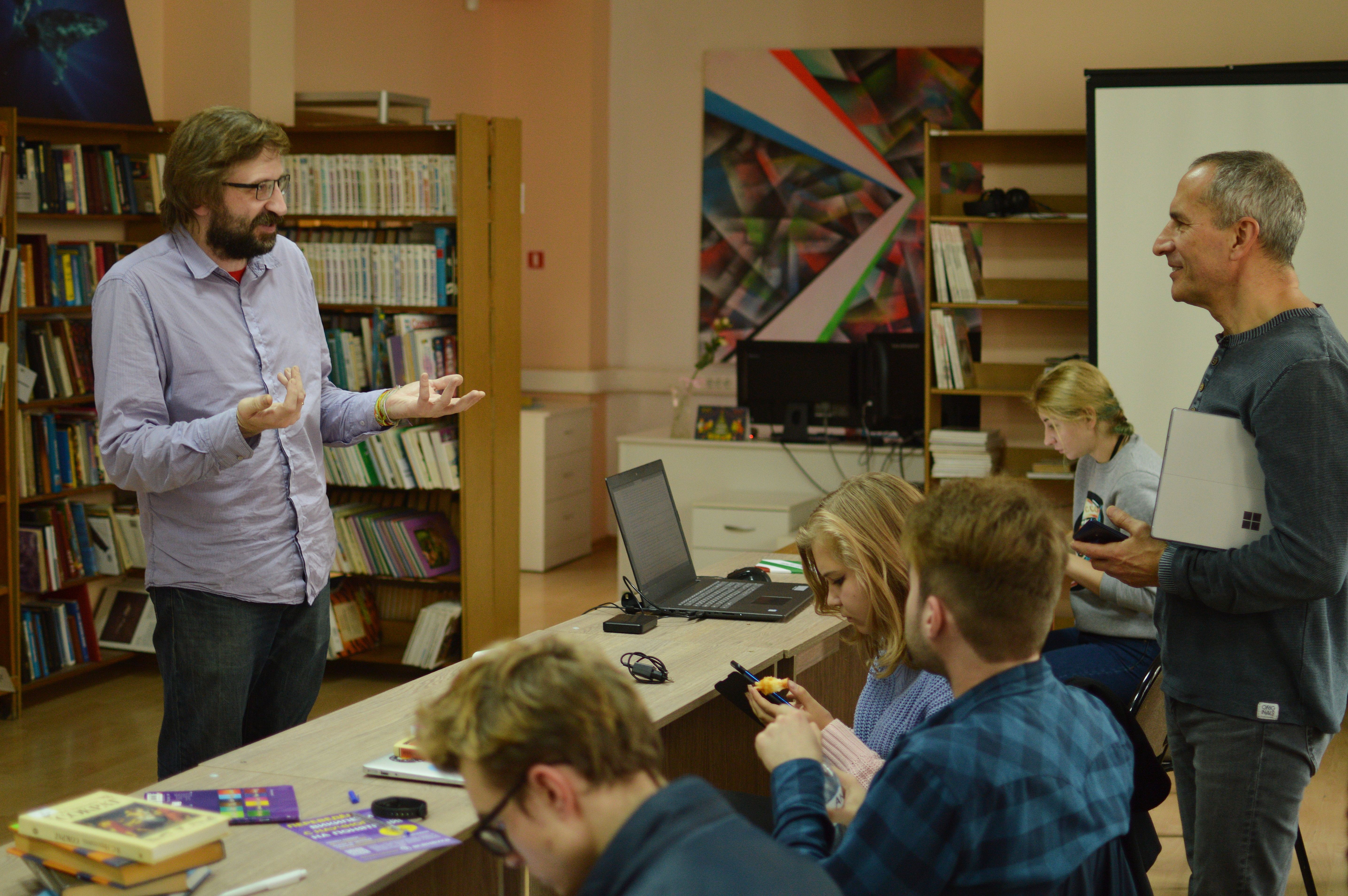
На редактоне конкурса Вики-Толмач 26 октября 2019 в Первой научно-популярной библиотеке г. Москвы

Википедийные вики-марафоны могут проводиться в произвольном месте: от в штаб-квартир региональных организаций Фонда Викимедиа до учреждений культуры, музеях или d архивах. Часто вики-марафоны посвящены какой-либо определённой теме: местным достопримечательностям, искусству, музейным коллекциям и другим темам. Иногда такие мероприятия организуются вики-резидентами.
Большое количество вики-марафонов для совместного картографирования проводит сообщество проекта OpenStreetMap. И в русскоязычной среде OSM за ними закрепилось название "картовстречи" по аналогии с оригинальным обозначением "mapping parties" (дословно "картовечеринки").

## Вики-марафоны в Википедии
8 декабря 2016 года британская медиакорпорация «Би-би-си» провела всемирный вики-марафон, посвящённый женщинам в Википедии. Журналисты призвали к редактированию женщин-добровольцев со всего мира, пригласили некоторых из них в свои региональные редакции, вели эфиры. К собравшимся обращался создатель Википедии Джимбо Уэйлс. В итоге было единовременно создано или улучшено более 400 биографических статей о женщинах, что организаторами было признано рекордом.
В русском разделе Википедии существует одноименный проект Викимарафон, а также соревнования под названием Марафон, в рамках которого участники состязаются в количестве написанных статей.